# Baccharis punctulata
Baccharis punctulata o Chilca es una especie de la familia Asteraceae.

## Descripción
Es un arbusto de 5 a 25 dm de altura, ramas desnudas en la base y hojosas al extremo, hojas alternas, lanceoladas hasta elípticas, agudas, con fuertes dientes, menos el tercio inferior de estas. Flores grandes, terminales, blancas amarillentas, dispuestas en capítulos en inflorescencias densas.
Florece de noviembre a febrero.

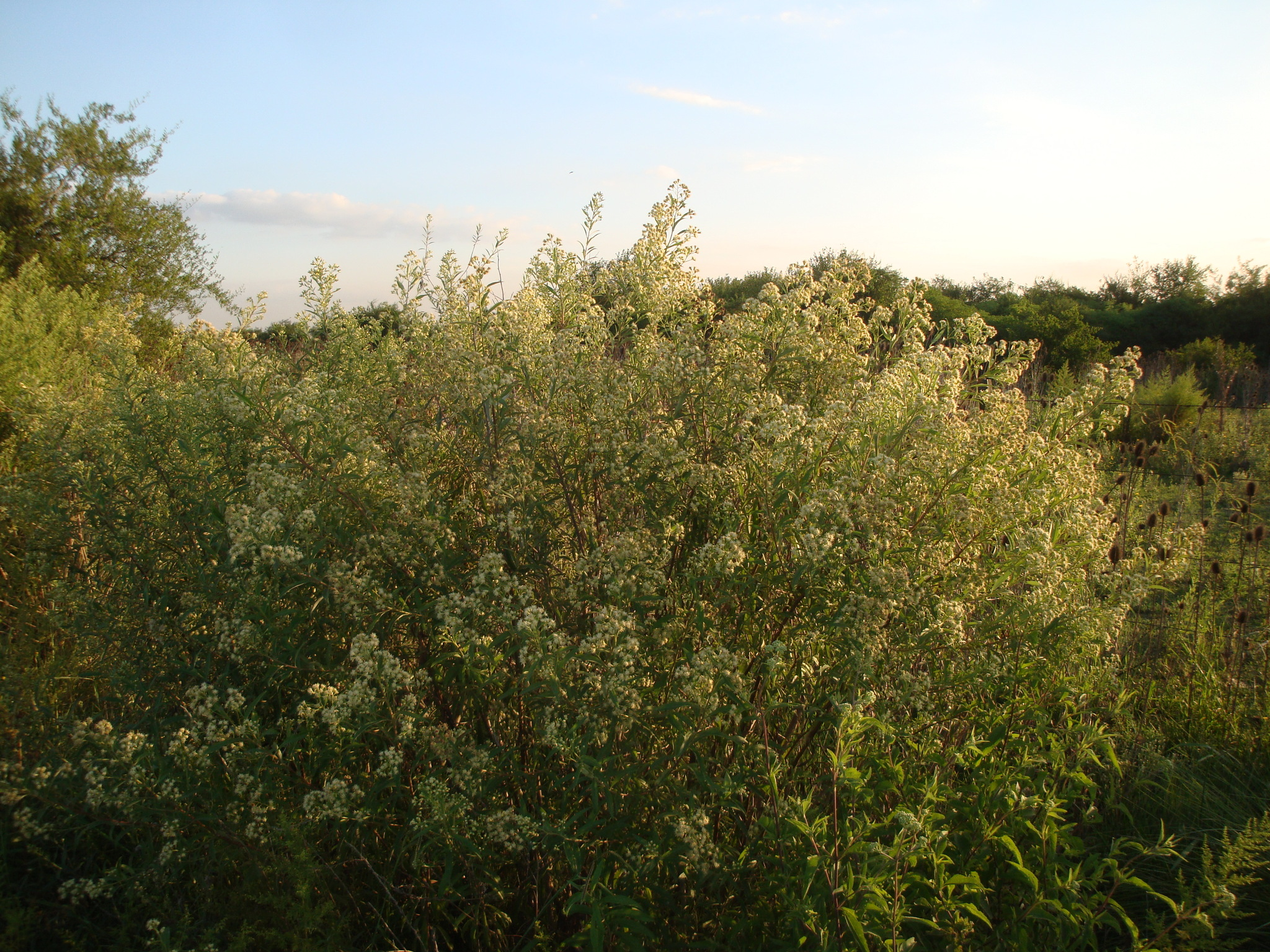
Arbusto de Bacharis punctulata

Tiene respuesta germinativa inmediata pues la germinación comienza antes de los 30 días; y el patrón de germinación es sincrónico, pues más del 90% de las semillas germinadas lo hacen en un solo mes.

## Distribución
Se halla en Uruguay, Argentina, Paraguay

## Química
La especie presenta flavonas, germaclanos, clerodanos y triterpenos.

## Taxonomía
Baccharis punctulata fue descrita por Augustin Pyrame de Candolle y publicado en Prodromus Systematis Naturalis Regni Vegetabilis 5: 405. 1836.
Etimología
Baccharis: nombre genérico que proviene del griego Bakkaris dado en honor de Baco, dios del vino, para una planta con una raíz fragante y reciclado por Linnaeus.

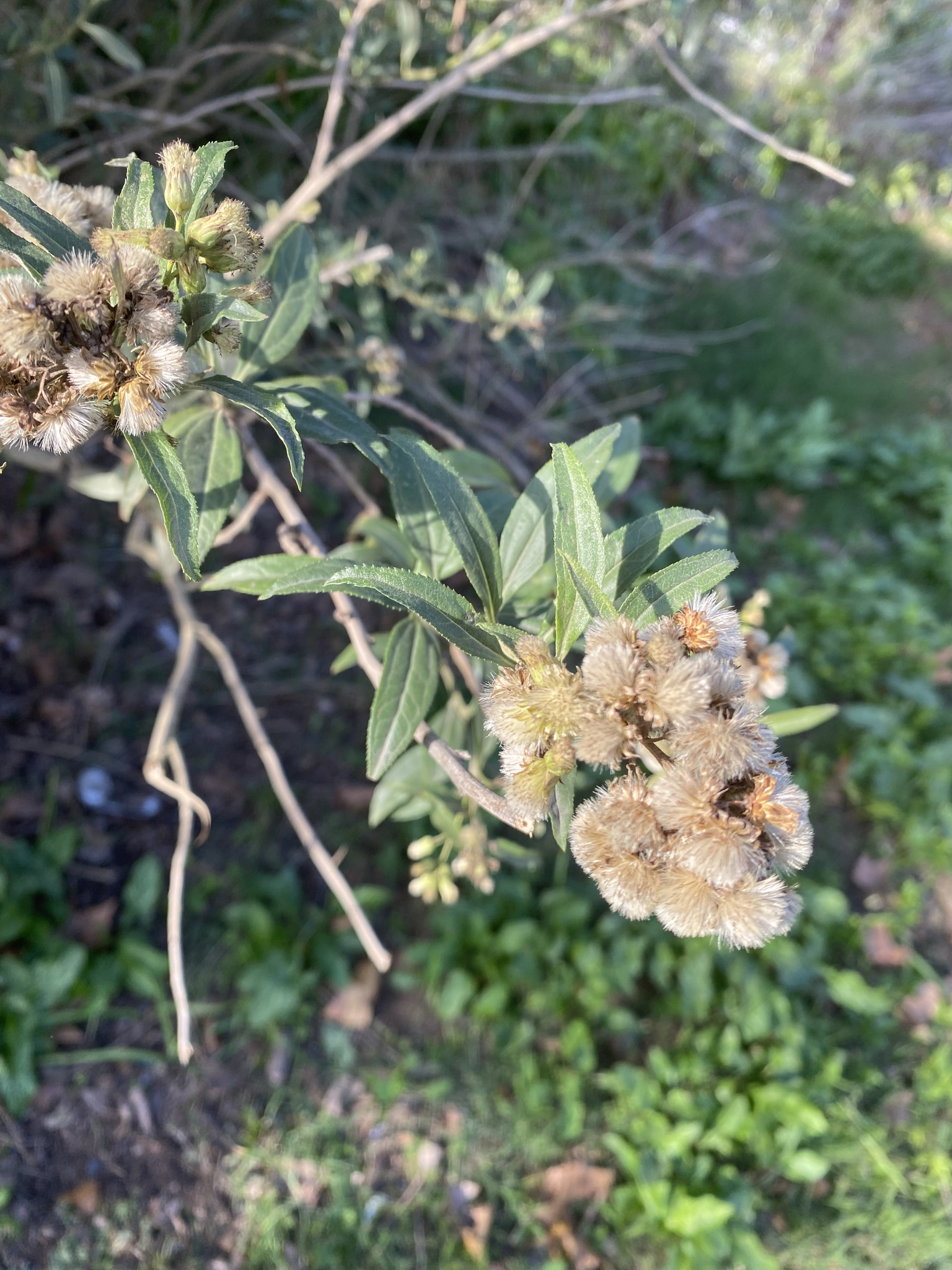
Baccharis punctulata, inflorescencia

punctulata: epíteto latino 
Sinonimia
- Baccharis amygdalina Griseb.
- Baccharis melastomifolia Hook. & Arn.
- Baccharis oxyodonta var. punctulata (DC.) Baker
- Pingraea punctulata (DC.) F.H.Hellwig[3]

## Nombre común
Chilca, suncho